# Demonbane
Demonbane (デモンベイン?, Demonbein) è una serie di visual novel della casa Nitroplus che intreccia gli elementi dei mecha con i Miti di Cthulhu di Howard Phillips Lovecraft. Inizialmente una visual novel eroge per PC, in seguito è stato fatto un remake per PlayStation 2, il quale ha portato alla creazione di un sequel, un romanzo prequel e un adattamento manga e anime.

## Videogiochi
- Zanma Taisei Demonbane (斬魔大聖デモンベイン?, Zanma Taisei Demonbein): conosciuto anche come Deus Machina Demonbane, è il primo gioco della serie pubblicato il 25 aprile 2003.
- Kishin Houkou Demonbane (機神咆吼デモンベイン?, Kishin Hōkō Demonbein): remake per PlayStation 2 pubblicato il 1 luglio 2004. Sia l'adattamento manga che anime sono basati su questo titolo. Il gioco è stato anche abbinato a un OAV da un episodio.
- Kishin Hishou Demonbane (機神飛翔デモンベイン?, Kishin Hishō Demonbein): un sequel diretto di Zanma Taisei Demonbane. A differenza dell'originale, i giocatori possono controllare le azioni del Demonbane in battaglia.
- Azathoth-D (字祷子D-妖都最速伝説?, Azatōsu-Dī: Yōto Saisoku Densetsu): un gioco di corse spin-off uscito al 70° Comiket. Il titolo è una parodia del popolare manga da corsa Initial D.
- Super Robot Wars UX (スーパーロボット大戦UX?, Sūpā Robotto Taisen Yū Ekkusu): titolo crossover con altri franchise mecha in cui compare la versione anime di Demonbane.

## Trama

### Ambientazione
Demonbane si svolge principalmente in una regione che assomiglia al Paese di Lovecraft, comune in molte storie dei Miti, tra cui Herbert West, rianimatore e La maschera di Innsmouth. La maggior parte della trama è ambientata ad Arkham City, sede del gruppo finanziario Hadou, nonché sede della Miskatonic University. Arkham City è anche il territorio di un'organizzazione criminale nota come la Black Lodge, che ha accesso a una serie di giganteschi mecha e a numerosi e potenti stregoni che rendono difficile per le forze dell'ordine combatterla efficacemente. Una parte separata della storia è ambientata nella città costiera di Innsmouth e una delle battaglie decisive si svolge nella città sommersa di R'lyeh. Si fa riferimento anche alla città di Dunwich.

### Storia
Nello spazio sopra la Terra, la Deus Machina Aeon si scontra con un'altra macchina sconosciuta, ma a causa della mancanza di un "maestro" viene sconfitta e si schianta sulla superficie del pianeta. Nel frattempo, Kurou Daijūji, un investigatore privato specializzato in casi strani e inusuali ma in gravi condizioni economiche, cerca di rimediare del cibo da una chiesa locale gestita da Suor Leica, una suora che conosce da quando si è trasferito in città diversi anni prima degli eventi della storia. Il giorno successivo, Kurou viene avvicinato da Ruri Hadou, l'attuale capo del gruppo finanziario Hadou, e dal suo maggiordomo, Winfield. Citando la sua familiarità con l'occulto attraverso i suoi studi alla Miskatonic University, Ruri offre a Kurou un lavoro: procurarsi un grimorio. Incapace di rifiutare la generosa paga che le offre, Kurou accetta e inizia a cercare immediatamente.
La ricerca di un autentico grimorio, però, risulta più difficile del previsto, fino a quando Kurou non si imbatte in una libreria precedentemente sconosciuta, al cui interno vi sono molti libri potenti. La proprietaria del negozio, Nya, gli dice, però, che nessuno dei grimori presenti è adatto a lui, affermando in modo criptico che un grimorio molto più potente gli apparirà presto. Questa previsione si dimostra subito vera quando una misteriosa ragazza cade sopra Kurou dal cielo, presentandosi come Al-Azif, la manifestazione fisica del Necronomicon, uno dei più potenti grimori esistenti. Kurou viene quindi attaccato dai suoi inseguitori, la Black Lodge, sotto il comando dello scienziato pazzo Dottor West, e costretto dalle circostanze decide di stipulare un contratto con il grimorio, il quale lo rende un Magius per poter sconfiggere gli assalitori.
Il Dottor West si ritira, solo per tornare con uno dei suoi giganteschi robot distruttori. Kurou fugge con l'aiuto di Metatron, un eroe mascherato che conduce una guerra solitaria contro la Black Lordge, e si imbatte in un hangar sotterraneo contenente l'imitazione di una Deus Machina: Demonbane. Dopo essere riuscito a controllare il mech, nonostante le proteste del suo proprietario, che si rivela essere Ruri, Kurou e Al-Azif sono in grado di sconfiggere il robot distruttore. Sebbene inizialmente irritata dalla prospettiva che qualcuno al di fuori della famiglia Hadou piloti il Demonbane, Ruri accetta di impiegare Kurou come pilota della Deus Machina. Al vuole iniziare a istruirlo immediatamente sull'uso della stregoneria, ma prima che abbia la possibilità di prepararsi, Kurou viene attaccato dal leader della Black Lodge, Master Therion.
Kurou viene immediatamente sopraffatto, ma il suo uso del Demonbane costringe Therion a rivelare il proprio grimorio: i Manoscritti Pnakotici, noto anche come Etheldreda. Therion risparmia la vita di Kurou, sostenendo che è l'unico individuo che può alleviare la sua noia, e svanisce. Kurou inizia quindi ad allenarsi nella stregoneria mentre contemporaneamente cerca e riconquista le pagine che Al ha perso, le quali sono in grado di assumere una vita propria minacciando la popolazione, costringendolo a sottometterle fisicamente prima che Al le possa ricostituire a sé. L'interferenza di Kurou nelle operazioni della Black Lodge induce Master Therion a inviare due dei suoi stregoni d'élite dell'Anticross, Titus e Tiberius, per attaccare direttamente il quartier generale Hadou. Il Dottor West tenta, inoltre, ripetutamente di rimediare alla sua incapacità di catturare il Necronomicon, coadiuvato da un ginoide autocosciente di sua creazione chiamato Elsa. In un incidente, West ed Elsa riescono a rubare le pagine relative alla Scimitarra di Barzai e usarle per creare una copia del Demonbane, che viene successivamente sconfitta. La storia si sposta quindi nella città costiera di Innsmouth, dove Ruri porta Kurou, Al, il team di supporto del Demonbane e Leica in vacanza al mare. Rilevando la presenza del male su un'isola al largo della costa, Kurou e Al iniziano a indagare, accompagnati dal resto del gruppo. Sulla strada vengono attaccati dagli Abitatori del profondo e separati, ma tutti riescono a raggiungere l'isola individualmente, dove scoprono che gli abitanti di Innsmouth sono tutti Abitatori del profondo, e che stanno eseguendo un rituale per far rivivere il loro dio Dagon; a sorvegliarli c'è un altro membro dell'Anticross, Vespasianus, insieme a un altro potente grimorio, il Testo di R'lyeh. Il rituale fallisce, ma Dagon viene rianimato in uno stato bestiale incompleto.
Il mostro viene sconfitto solo quando Demonbane canalizza il potere grezzo del Grande Antico Cthugha, che quasi uccide Kurou, il quale, in seguito, è in grado di acquisire le pagine di Al riguardanti un altro Grande Antico, Ithaqua, e ottiene un paio di pistole che fungono da condotti per il loro potere da un misterioso individuo noto alla Black Lodge come il Tiranno. Nel frattempo, viene rivelato che sia il Necronomicon che il Tiranno sono essenziali per un'importante impresa della Black Lodge, il Progetto C, ma Master Therion sembra non preoccuparsi del fatto che i suoi sottoposti non abbiano avuto successo nel catturare nessuno dei due, spiegando che può usare i Manoscritti Pnakotici al posto del Necronomicon e sé stesso al posto del Tiranno. Tuttavia, i membri dell'Anticross non rimangono molto convinti e complottano una ribellione alle sue spalle. Alla fine, quando le stelle sono allineate, la Black Lodge inizia un rituale che solleva il loro quartier generale segreto, la Divina Madre Sognatrice, nel cielo. Rivelano quindi il loro piano completo: usare il Testo di R'lyeh per evocare e controllare il Grande Antico Cthulhu.
Usando un esercito di robot distruttori e l'ondata di follia che accompagna l'evocazione, la Black Lodge distrugge Arkham City, e al culmine della battaglia tradisce Master Therion, apparentemente distruggendolo insieme a Etheldreda, mentre il Dottor West si ritira, disgustato dal percepito abuso della sua tecnologia. Mentre Demonbane riesce a scacciare i robot, la Divina Madre Sognatrice si teletrasporta e gli Anticross acquisiscono il controllo su Cthulhu attraverso una serie di misure di emergenza. Il Gruppo Hadou riesce a localizzare la fortezza attraverso le coordinate 47° 9′S 126° 43′O e mobilita una task force multinazionale attraverso le sue connessioni per iniziare un attacco. Mentre ingaggiano le forze di Cthulhu nel mare, Demonbane è in grado di penetrare nelle difese della fortezza e sconfiggere gli Anticross rimanenti. Appare di nuovo Master Therion, che è rinato grazie al suo retaggio: suo padre, infatti, è il Dio esterno Yog-Sothoth, e il vero scopo del Progetto C è quello di sacrificare Cthulhu come catalizzatore di un rituale per evocarlo; Yog-Sothoth, la Porta e la Chiave, fungerebbe quindi da portale attraverso il quale gli Dei Esterni potranno invadere l'universo fisico. Therion sfida Kurou a seguirlo attraverso il cancello e, dopo aver salutato i suoi amici, Kurou accetta di seguirlo. Demonbane combatte quindi contro la Deus Machina di Therion, Liber Legis, nel tempo e nello spazio, portando a uno scontro tra l'arma più potente in possesso di entrambi i mech: lo Shining Trapezohedron.
Liber Legis viene sconfitto, e Al è finalmente in grado di accedere alla totalità della sua conoscenza sigillata, scoprendo l'identità di colui che ha orchestrato tutti gli eventi della storia: Nya, che si rivela essere in realtà il Dio esterno Nyarlathotep, il quale voleva usare la forza generata dai due Shining Trapezohedron per sciogliere il sigillo del Giardino di Azathoth e far cessare ogni forma di vita nell’universo. Kurou e Al, però, mandano a monte i suoi piani assorbendo lo Shining Trapezohedron di Liber Legis e combattono il dio, riuscendo a sconfiggerlo e impedendo la distruzione della realtà. Nyarlathotep riconosce la sua sconfitta, ma sottolinea che potrà sempre tornare con un altro piano, lasciando Kurou, Al e il Demonbane alla deriva nel tempo e nello spazio.

## OAV
Un OAV è uscito il 1 luglio 2004 insieme al gioco per PlayStation 2 Kishin Houkou Demonbane. L'episodio racconta le vicende di Lily Bridge, una giovane giornalista arrivata ad Arkham City sperando di trovare un grande scoop, decidendo di scoprire la verità sul Demonbane.

## Anime
Un adattamento anime di Kishin Houkou Demonbane per PS2 è stato trasmesso il 18 maggio 2006 e si è concluso il 17 agosto. I personaggi mostrati nell'anime differiscono leggermente da quelli del gioco: ad esempio Metatron appare per alcuni secondi nei primi episodi, Sandalphon è assente, Ryuuga è visto solo nella sequenza finale e il design di Dagon è stato completamente modificato. Inoltre la serie ha un finale pensato per essa: dapprima somiglia al Finale buono di Al, ma invece di lasciarsi trasportare nello spazio per eoni, Kurou e Al-Azif (dal Vero finale di Al) ritornano ad Arkham City grazie all’aiuto dei loro sé stessi che hanno attraversato lo spazio-tempo insieme al Demonbane.
| Nº | Titolo italiano Giapponese 「Kanji」 - Rōmaji                         | In onda        | In onda |
| Nº | Titolo italiano Giapponese 「Kanji」 - Rōmaji                         | Giapponese     |         |
| 1  | I Am Providence 「私はプロビデンスです」 - Watashi wa purobidensudesu | 18 maggio 2006 |         |
| 2  | Evil Shine 「悪の輝き」 - Aku no kagayaki                             | 25 maggio 2006 |         |
| 3  | Reaninator                                                            | 15 giugno 2006 |         |
| 4  | The Invaders 「侵入者」 - Shin'nyū-sha                                | 22 giugno 2006 |         |
| 5  | The Shadow Over Innsmouth 「インスマスの影」 - Insumasu no kage       | 29 giugno 2006 |         |
| 6  | Quo Vadis 「ヴァディス」 - Vu~adisu                                   | 6 luglio 2006  |         |
| 7  | Big "C" 「大きい「C」」 - Ōkī `C '                                    | 13 luglio 2006 |         |
| 8  | Shadow in the Dark 「暗闇の中の影」 - Kurayami no naka no kage        | 20 luglio 2006 |         |
| 9  | The Hunt 「狩り」 - Kari                                              | 27 luglio 2006 |         |
| 10 | Metallic Warcray 「メタリックウォークレイ」 - Metarikkuu~ōkurei       | 3 agosto 2006  |         |
| 11 | The Return of the Sorcerer 「魔術師の帰還」 - Majutsu-shi no kikan    | 10 agosto 2006 |         |
| 12 | Strange Eons 「奇妙なイオン」 - Kimyōna ion                           | 17 agosto 2006 |         |

### Sigle
Sigle d'apertura
- Man God Machine - Yuuichi Ikuzawa

Sigla di chiusura
- Modern Rose - Kanako Itō

## Romanzi
Ci sono sei adattamenti letterari. Mentre i primi tre rinarrano gli eventi trattati in Zanma Taisei/Kishin Houkou, gli altri romanzi presentano nuovi contenuti.
- 斬魔大聖デモンベイン 無垢なる刃 (Deus Machina Demonbane Muku naru Yaiba - "The Innocent Blade")
- 斬魔大聖デモンベイン 魔を断つ剣 (Deus Machina Demonbane Ma o Tatsu Tsurugi - "The Demon-slaying Sword")
- 斬魔大聖デモンベイン 明日への翼 (Deus Machina Demonbane Asu e no Tsubasa - "The Wing towards Tomorrow")
- 斬魔大聖デモンベイン 機神胎動 (Deus Machina Demonbane Kishin Taidō - "The Embryonic Movements of Machine God"): prequel diretto di Zanma Taisei/Kishin Houkou.
- 斬魔大聖デモンベイン 軍神強襲 (Deus Machina Demonbane Gunshin Kyōshū - "The Assault of the War God"): sequel di Kishin Taidou, ma la sua relazione con i giochi non è evidente.
- 斬魔大聖デモンベイン ド・マリニーの時計 (Deus Machina Demonbane Do Marinī no Tokei - "De Marigny's Clock")